# Светлана Копилова
Светлана Вадимовна Копилова (родена на 22 февруари 1964 г., Иркутск, СССР) е съветска и руска певица, филмова актриса и авторка на песни за известни изпълнители – Кристина Орбакайте, Игор Саруханов, Вячеслав Малежик, Валентина Толкунова. Лауреат е както на международни, така и на регионални фестивали. Член на Съюза на кинематографистите на Русия.

## Биография
Родена е в Иркутск на 22 февруари 1964 г.
Завършва училище, Иркутския авиационен колеж, а след това постъпва в театралното училище „Щукин“ в Москва, където учи при Евгений Симонов. Като студентка втори курс започва да се снима във филми.
По същото време тя започва да пише музика. Песни по нейни стихове са изпълнени от Игор Саруханов, Вячеслав Малежик и други. Валентина Толкунова включва редица песни на Копилова в репертоара си. През 2009 г. провежда няколко съвместни концерта с нея. Година след смъртта на Толкунова Копилова и нейните сътрудници създават филм „Любовта побеждава смъртта“, посветен на певицата.
Певицата гастролира много както в Русия, така и в чужбина. На концерти изпълнителката е асистирана от китаристите Дмитрий Колтаков, Михаил Оленченко и Сергей Урюпин. В студиото Светлана работи с Александър Олцман, водещ вокалист на ВИА „Пеещи сърца“ от 70-те години. Светлана е чест гост в православния телевизионен канал „Союз“.
Копилова поддържа политиката на Владимир Путин по време на Руско-украинската война и изнася концерти в окупираните от Русия части на Донбас.

## Дискография
| Заглавие                                             | От   |
| ---------------------------------------------------- | ---- |
| Притчи. Дар Богу                                     | 2006 |
| Просто Песни. Ладан Сомали                           | 2007 |
| Притчи 2. Кисточка В Божьих Руках                    | 2008 |
| Легенды. Зрячая Любовь                               | 2009 |
| Ювенальная юстиция или гражданская позиция           | 2010 |
| Притчи 3. Я Сердце Отдаю...                          | 2010 |
| Ювенальная Юстиция Или Гражданская Позиция           | 2010 |
| Притчи 4. (По Заповедям Божьим) Хрупкая Мечта        | 2011 |
| Просто Песни - 2. О Тебе Пою...                      | 2012 |
| Притчи 5. От Земли До Неба                           | 2013 |
| Люблю. На Стихи Современных Поэтов                   | 2013 |
| Прости Нас Государь                                  | 2013 |
| Притчи 6. Блажен Кто Верует (По Заповедям Блаженств) | 2014 |
| Ностальгия                                           | 2015 |